# Pretok energije
Pretok energije: V ekosistemu snovi in plini krožijo, z energijo pa ni tako.Ta se pretaka v obliki sončne energije.Pretok energije, torej lahko razumemo kot črpanje sončne energije, predelovanje in enosmerno posredovanje le te med organizmi, ki so povezani v prehranjevalne verige.
Veliko energije se s površine zemlje odbije, nekaj pa jo vežejo rastline.Rastline s fotosintezo porabijo le 5 odstotkov energije, ki priteka v njihovo okolje.V procesu fotosinteze dobljeno sončno energijo spreminjajo v kemično in jo shranjujejo v organske snovi.Del teh organskih snovi, okrog 50 odstotkov, porabijo za dihanje, ta pa se v obliki toplote vrača v ozračje.Drugi del snovi pa vgrajujejo v svoja telesa, ta pa postane dostopna rastlinojedim vrstam organizmov.
Rastlinojedci (konzumenti) so naslednja prehranjevalna vrsta.Ti porabijo približno 10 odstotkov rastlinske produkcije.To pomeni, da ne pojedo celih rastlin, jedo le njihove plodove ali liste, ostalo pa porabijo razkrojevalci (reducenti).Iz zaužite hrane živali porabijo do 20 odstotkov snovi za svoja telesa, ostanek pa porabijo za življenjske funkcije, kot so  gibanje, razmnoževanje ipd...Del snovi pa izločijo iz teles v obliki urina, iztrebkov in črevesnih plinov.
Torej energija, ki na zemljo prihaja v obliki sončne energije, se preko rastlin, ki so jo absorbirale, pretaka skozi ekosistem in se na koncu oddaja kot toplota nazaj v ozračje.

## Vir
Hluszyk, Halina,et.al., > Slovar ekologije <, DZS, Ljubljana, 1998